# Isòtops del fluor
Encara que el fluor (F) té molts isòtops, només un és estable, i per això se'l considera un element monoisotòpic.

Massa atòmica estàndard: 18.9984032(5) u
El núclid 18F és una important font de positrons.

## Taula
| símbol del núclid | Z(p)                | N(n)                | massa isotòpica (u) | període de semidesintegració | Espín nuclear | composició isotòpica representativa (fracció molar) | rang de variació natural (fracció molar) |
| símbol del núclid | energia d'excitació | energia d'excitació | energia d'excitació |                              |               |                                                     |                                          |
| ----------------- | ------------------- | ------------------- | ------------------- | ---------------------------- | ------------- | --------------------------------------------------- | ---------------------------------------- |
| ¹⁴F               | 9                   | 5                   | 14.03506(43)#       |                              | 2-#           |                                                     |                                          |
| 15F               | 9                   | 6                   | 15.01801(14)        | 410(60)E-24 s [1.0(2) MeV]   | (1/2+)        |                                                     |                                          |
| ¹⁶F               | 9                   | 7                   | 16.011466(9)        | 11(6)E-21 s [40(20) keV]     | 0-            |                                                     |                                          |
| 17F               | 9                   | 8                   | 17.00209524(27)     | 64.49(16) s                  | 5/2+          |                                                     |                                          |
| 18F               | 9                   | 9                   | 18.0009380(6)       | 109.771(20) min              | 1+            |                                                     |                                          |
| 18mF              | 1121.36(15) keV     | 1121.36(15) keV     | 1121.36(15) keV     | 162(7) ns                    | 5+            |                                                     |                                          |
| 19F               | 9                   | 10                  | 18.99840322(7)      | ESTABLE                      | 1/2+          | 1.0000                                              |                                          |
| 20F               | 9                   | 11                  | 19.99998132(8)      | 11.163(8) s                  | 2+            |                                                     |                                          |
| 21F               | 9                   | 12                  | 20.9999490(19)      | 4.158(20) s                  | 5/2+          |                                                     |                                          |
| 22F               | 9                   | 13                  | 22.002999(13)       | 4.23(4) s                    | 4+,(3+)       |                                                     |                                          |
| 23F               | 9                   | 14                  | 23.00357(9)         | 2.23(14) s                   | (3/2,5/2)+    |                                                     |                                          |
| 24F               | 9                   | 15                  | 24.00812(8)         | 400(50) ms                   | (1,2,3)+      |                                                     |                                          |
| 25F               | 9                   | 16                  | 25.01210(11)        | 50(6) ms                     | (5/2+)#       |                                                     |                                          |
| 26F               | 9                   | 17                  | 26.01962(18)        | 9.6(8) ms                    | 1+            |                                                     |                                          |
| 27F               | 9                   | 18                  | 27.02676(40)        | 4.9(2) ms                    | 5/2+#         |                                                     |                                          |
| 28F               | 9                   | 19                  | 28.03567(55)#       | <40 ns                       |               |                                                     |                                          |
| 29F               | 9                   | 20                  | 29.04326(62)#       | 2.6(3) ms                    | 5/2+#         |                                                     |                                          |
| ³⁰F               | 9                   | 21                  | 30.05250(64)#       | <260 ns                      |               |                                                     |                                          |
| 31F               | 9                   | 22                  | 31.06043(64)#       | 1# ms [>260 ns]              | 5/2+#         |                                                     |                                          |